# Egestula egesta
Egestula egesta är en snäckart som först beskrevs av Gray 1850.  Egestula egesta ingår i släktet Egestula och familjen Helicodiscidae. Inga underarter finns listade i Catalogue of Life.